# Melanagromyza urticivora
Melanagromyza urticivora este o specie de muște din genul Melanagromyza, familia Agromyzidae, descrisă de Spencer în anul 1966.
Este endemică în Pakistan. Conform Catalogue of Life specia Melanagromyza urticivora nu are subspecii cunoscute.